# Steve McClaren
Stephen ("Steve") McClaren (Fulford, 3 mei 1961) is een Engels voetbaltrainer en voormalig profvoetballer. Hij was onder meer hoofdtrainer bij FC Twente (tweemaal), Middlesbrough, VfL Wolfsburg en in de periode 2006-2007 bondscoach van het Engels mannenelftal.

## Voetbalcarrière
McClaren was een middenvelder die het grootste deel van zijn loopbaan in de lagere divisies van de Engelse competitie actief was. In 1993 is hij vanwege een blessure gestopt met voetballen. Hij speelde bij de volgende teams:
- Hull City (1979–1985)
- Derby County (1985–1988)
- → Lincoln City (1987)
- Bristol City (1988–1989)
- Oxford United (1989–1992)

## Trainerscarrière
Kort nadat hij als speler stopte, werd hij reservetrainer bij Oxford United en vanaf 1995 hoofdtrainer. Later vertrok hij naar Derby County om assistent trainer te worden. In 1998 vertrok hij naar Manchester United om de assistent van trainer Sir Alex Ferguson te worden. In 2001 werd hij hoofdtrainer van Middlesbrough.

### Middlesbrough
In zijn eerste seizoen als hoofdtrainer van Middlesbrough behaalde de club de halve finale van de FA Cup. In 2004 werd de League Cup gewonnen, waarmee Middlesbrough zich voor het eerst kwalificeerde voor Europees voetbal. Het seizoen erna werd, op basis van de zevende positie in de Premiership, weer Europees voetbal gehaald. In het seizoen 2005/2006 was Middlesbrough verliezend finalist in de UEFA Cup. In augustus 2006 werd McClaren de bondscoach van Engeland.

### Het Engelse elftal
Van november 2000 tot juli 2006 was McClaren assistent van de bondscoach van het Engelse elftal. Toen bondscoach Sven-Göran Eriksson zijn functie neerlegde, nam McClaren deze per augustus 2006 over. Hij wees Terry Venables als assistent-trainer aan. In het begin was McClaren zeer populair bij de Engelsen, vooral vanwege zijn andere benadering dan zijn 'koele' voorganger Eriksson. Maar vanwege matige resultaten tijdens kwalificatiewedstrijden voor het EK van 2008, daalde zijn populariteit. Bij de kwalificatiewedstrijden in maart 2007 werd hij door de aanwezige Engelse fans uitgejoeld. Op 22 november 2007, een dag na de fatale thuisnederlaag tegen Kroatië (2-3), werd hij ontslagen omdat het Engelse team zich niet had weten te kwalificeren voor het Europees kampioenschap 2008 in Zwitserland en Oostenrijk. "Hopeless. Hapless. Helpless", kopte de gezaghebbende krant The Guardian de dag na de wedstrijd. De tabloidkrant The Daily Mail drukte een foto van de bondscoach af met een bijtende bijschrift: Wally with the brolly, vrij vertaald Sukkel met de Plu.

### FC Twente
Na de teleurstellende periode met het Engels voetbalelftal, werd McClaren herhaaldelijk negatief neergezet in de Britse pers. Op advies van Bobby Robson vertrok McClaren daarom naar Nederland, waar hij aan de slag zou gaan als hoofdtrainer van FC Twente.
Gedreven door zijn liefde voor het voetbal, zou de Engelsman werken bij een ambitieuze club in opkomst.
Al snel bleek McClaren een aanwinst voor het Nederlandse voetbal. Onder zijn leiding laat FC Twente goed en aantrekkelijk voetbal zien. Aan het einde van zijn eerste seizoen bij FC Twente (2008/2009) eindigde de club op de tweede plek in de Eredivisie, en behaalde hij de bekerfinale en de voorrondes van de Champions League. De club en trainer McClaren waren tevreden met elkaar, waardoor het contract van de Engelsman werd opengebroken met nog een extra jaar. De oefenmeester stond zodoende tot medio 2011 onder contract bij de Tukkers.
Tijdens het seizoen 2009/10 bezette FC Twente een lange tijd de eerste plaats in de Eredivisie, vlak voor PSV Eindhoven en later AFC Ajax. Dit leverde een toenemende spanning op, maar uiteindelijk wist FC Twente de drie traditionele topclubs voor te blijven en kon McClaren de club naar haar eerste titel leiden. Met het behaalde landskampioenschap plaatste FC Twente zich vervolgens voor directe deelname aan de Champions League. McClaren werd de eerste Engelse manager die in het buitenland een hoofdprijs won sinds de Portugese landstitel van Bobby Robson in 1996.

### VfL Wolfsburg
Op 11 mei 2010 maakt Steve McClaren bekend dat hij vertrok naar VfL Wolfsburg. Hij had een contract getekend voor twee seizoenen, maar werd vanwege de tegenvallende prestaties op 7 februari 2011 ontslagen.

### Nottingham Forest
Na enkele jaren in het buitenland te hebben gewerkt, keerde McClaren in 2011 terug naar Engeland en werd hij op 13 juni 2011 officieel gepresenteerd als de nieuwe trainer van Nottingham Forest. Op 2 oktober 2011 trad hij echter alweer terug als trainer vanwege tegenvallende resultaten.

### FC Twente
Op 6 januari 2012 keerde McClaren terug naar FC Twente, dat hoofdtrainer Co Adriaanse had ontslagen. Hij tekende een contract voor 2,5 jaar . Het lukte McClaren dat seizoen niet meer Twente uit het dal te trekken en eindigde uiteindelijk op de zesde plaats. Dankzij een Fair-Play ticket werd Europa veilig gesteld, ondanks een verlies in de Play-Off tegen RKC Waalwijk. Het daaropvolgende seizoen begon voortvarend. UE Santa Coloma, FC Inter Turku, FK Mlada Boleslav en Bursaspor werden aan de kant geschoven, waardoor de groepsfase van de Europa League bereikt werd. In de competitie ging Twente tot de winterstop aan de leiding, maar daarna viel de ploeg terug. De groepsfase van de Europa League werd niet doorgekomen en in de tweede seizoenshelft wist Twente nauwelijks nog te winnen. Op 26 februari 2013 diende McClaren zijn ontslag in, dat door de club geaccepteerd werd.

### Derby County
In juli 2013 werd McClaren toegevoegd aan de technische staf van Queens Park Rangers. Op 30 september van dat jaar tekende hij een contract bij Derby County, op dat moment uitkomend in de Football League Championship. In zijn eerste wedstrijd als manager zat hij op de tribune. Toen zijn team met 4-1 achter stond in de rust zocht hij de kleedkamer op. Met een inspirerende speech kreeg hij zijn spelers zo gemotiveerd dat het nog 4-4 werd. McClaren wist de ploeg uit het rechterrijtje weg te leiden en werd 3de met County. Hij richtte zich nu op de play-offs met als inzet promotie naar de Premier League. Zijn team haalde de finale waarin werd verloren van Queens Park Rangers. In het seizoen daarna lukte het na een reeks slechte resultaten net niet om de play-offs voor promotie naar de Premier League te halen. Op maandag 25 mei 2015 werd McClaren ontslagen door de clubleiding.

### Newcastle United
Op 10 juni 2015 tekende McClaren een driejarig contract bij Newcastle United, dat zich in het voorgaande seizoen als nummer vijftien had gehandhaafd in de Premier League. Hij volgde interim-manager John Carver op. Op het moment van tekenen stonden bij Newcastle onder anderen de Nederlandse spelers Vurnon Anita, Tim Krul, Daryl Janmaat en Siem de Jong onder contract. Op 11 maart 2016 werd hij ontslagen wegens tegenvallende resultaten. Newcastle bezette op dat moment de negentiende en voorlaatste plaats in de Premier League, met acht punten voorsprong op hekkensluiter Aston Villa.

### Derby County
In maart 2017 werd McClaren al na 29 officiële duels ontslagen door Derby County.

### Queens Park Rangers
Op 18 mei 2018 maakte Queens Park Rangers bekend McClaren te hebben aangesteld als nieuwe manager. De 57-jarige Engelsman tekende voor twee jaar bij de club uit het Championship. Voor McClaren betekent het na ruim een jaar afwezigheid een terugkeer in het Engelse voetbal. In de tussentijd was hij adviseur bij het Maccabi Tel Aviv van trainer Jordi Cruijff. Hij trad bij QPR aan als opvolger van Ian Holloway. De club beëindigde het seizoen 2017/18 in de grijze middenmoot: de zestiende plaats, met ruim veertig punten achterstand op kampioen Wolverhampton Wanderers. Op 1 april 2019 werd hij ontslagen.

### Manchester United
Op 23 mei 2022 werd bevestigd dat McClaren als assistent-trainer zou terugkeren bij Manchester United – na een eerdere periode tussen 1998-2001 – om samen met hoofdtrainer Erik ten Hag en assistent Mitchell van der Gaag deel uit te maken van de technische staf.

## McClaren in de Engelse pers
Na zijn ontslag als bondscoach werd McClaren herhaaldelijk negatief neergezet in de Britse pers. Zo werd hij al snel gebombardeerd tot 'the Wally with the Brolly' (de sukkel met de paraplu). Tevens kwam er een stroom van rumoer op gang na zijn aanstelling als trainer bij FC Twente waarin zijn vermeende nieuwe Nederlandse accent breed wordt uitgemeten. Na de successen tijdens zijn eerste periode bij FC Twente heeft McClaren weer aanzien gekregen in zijn vaderland en repten de meeste kranten van een opmerkelijke wederopstanding van de oefenmeester.

## Erelijst
Als speler
 Derby County

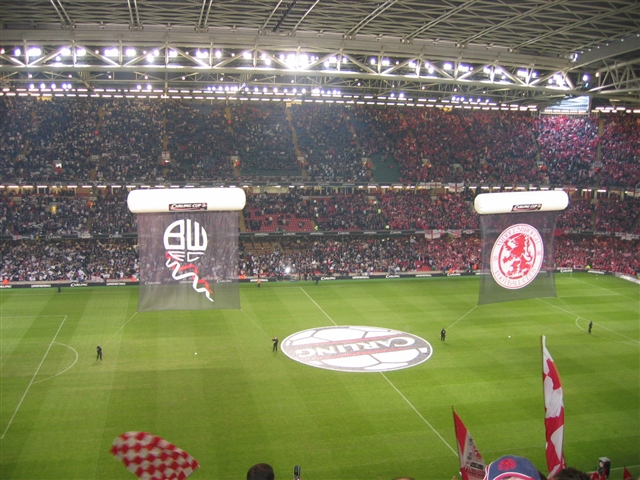
De finale van de Football League Cup tussen Middlesbrough en Bolton Wanderers in 2004.

- Football League Second Division: 1986/87

Als assistent-trainer
 Manchester United
- FA Premier League: 1998/99, 1999/00, 2000/01
- FA Cup: 1998/99
- UEFA Champions League: 1998/99
- Intercontinental Cup: 1999

Als trainer
 Middlesbrough
- Football League Cup: 2003/04

 FC Twente
- Eredivisie: 2009/10

1 Bayındır ·
2 Lindelöf ·
3 Mazraoui ·
4 De Ligt ·
5 Maguire ·
6 Martínez ·
7 Mount ·
8 Fernandes  ·
9 Højlund ·
11 Zirkzee ·
13 Dorgu ·
14 Eriksen ·
15 Yoro ·
16 Diallo ·
17 Garnacho ·
18 Casemiro ·
20 Dalot ·
22 Heaton ·
23 Shaw ·
24 Onana ·
25 Ugarte ·
26 Heaven ·
35 Evans ·
37 Mainoo ·
41 Amass ·
43 Collyer ·
55 Fredricson ·
56 Obi ·
Coach: Amorim
· Assistent-coach: Fletcher